# مارتن غرين
مارتن غرين (بالإنجليزية: Martin Green)‏ هو محرر بريطاني، ولد في 10 يوليو 1932، وتوفي في 4 فبراير 2015.